# باشگاه فوتبال لیورپول در فصل ۲۲–۲۰۲۱
فصل ۲۲–۲۰۲۱، صد و سی‌امین سال فعالیت باشگاه فوتبال لیورپول و شصتمین فصل متوالی این تیم در لیگ برتر فوتبال انگلیس است. لیورپول علاوه بر لیگ برتر، در دوره‌های این فصل جام حذفی، جام اتحادیه انگلستان و لیگ قهرمانان اروپا و جام خیریه نیز شرکت می‌کند.

## بازیکنان
تا تاریخ ۱۶ فوریه ۲۰۲۲
| شماره       | بازیکن                       | کشور          | تاریخ تولد (سن)                                                | باشگاه قبلی        | بازی        | گل          | پاس گل      |             |             |
| دروازه‌بانان | دروازه‌بانان                  | دروازه‌بانان   | دروازه‌بانان                                                    | دروازه‌بانان        | دروازه‌بانان | دروازه‌بانان | دروازه‌بانان | دروازه‌بانان | دروازه‌بانان |
| ----------- | ---------------------------- | ------------- | -------------------------------------------------------------- | ------------------ | ----------- | ----------- | ----------- | ----------- | ----------- |
| ۱           | الیسون بکر                   | برزیل         | ۲ اکتبر ۱۹۹۲ ‏(۳۲ سال)                                          | رم                 | ۱۵۷         | ۱           | ۱           |             |             |
| ۱۳          | آدریان                       | اسپانیا       | ۳ ژانویهٔ ۱۹۸۷ ‏(۳۸ سال)                                         | وستهام یونایتد     | ۲۵          | ۰           | ۰           |             |             |
|             | لوریس کاریوس                 | آلمان         | تاریخ ورودی نامعتبر است ‏(خطا: نیازمند سال، ماه، روز معتبر سال) | ماینتس ۰۵          | 29          | ۰           | ۰           |             |             |
| ۶۲          | کائومین کلهر                 | جمهوری ایرلند | ۲۳ نوامبر ۱۹۹۸ ‏(۲۶ سال)                                        | آکادمی             | ۱۵          | ۰           | ۰           |             |             |
| ۹۷          | ماسلو پیتالوگا               | برزیل         | ۲۰ دسامبر ۲۰۰۲ ‏(۲۲ سال)                                        | فلومیننزه          | ۰           | ۰           | ۰           |             |             |
| مدافعان     |                              |               |                                                                |                    |             |             |             |             |             |
| ۴           | ویرجیل فن دایک (کاپیتان سوم) | هلند          | ۸ ژوئیهٔ ۱۹۹۱ ‏(۳۳ سال)                                          | ساوت‌همپتون         | ۱۵۶         | ۱۵          | ۶           |             |             |
| ۵           | ابراهیما کوناته              | فرانسه        | ۲۵ مهٔ ۱۹۹۹ ‏(۲۵ سال)                                            | لایپزیگ            | ۱۳          | ۰           | ۱           |             |             |
| ۱۲          | جو گومز                      | انگلستان      | ۲۳ مهٔ ۱۹۹۷ ‏(۲۷ سال)                                            | چارلتون اتلتیک     | ۱۳۳         | ۰           | ۴           |             |             |
| ۲۱          | کاستاس سیمیکاس               | یونان         | ۱۲ مهٔ ۱۹۹۶ ‏(۲۸ سال)                                            | المپیاکوس          | ۲۳          | ۰           | ۲           |             |             |
| ۲۶          | اندرو رابرتسون               | اسکاتلند      | ۱۱ مارس ۱۹۹۴ ‏(۳۱ سال)                                          | هال سیتی           | ۲۰۱         | ۶           | ۴۶          |             |             |
| ۳۲          | ژوئل متیپ                    | کامرون        | ۸ اوت ۱۹۹۱ ‏(۳۳ سال)                                            | شالکه ۰۴           | ۱۴۸         | ۶           | ۳           |             |             |
| ۴۶          | ریس ویلیامز                  | انگلستان      | ۳ فوریهٔ ۲۰۰۱ ‏(۲۴ سال)                                          | آکادمی             | ۱۹          | ۰           | ۰           |             |             |
| ۴۷          | ناتانیل فیلیپس               | انگلستان      | ۲۱ مارس ۱۹۹۷ ‏(۲۸ سال)                                          | آکادمی             | ۲۴          | ۱           | ۱           |             |             |
| ۶۶          | ترنت الکساندر-آرنولد         | انگلستان      | ۷ اکتبر ۱۹۹۸ ‏(۲۶ سال)                                          | آکادمی             | ۲۰۴         | ۱۲          | ۵۷          |             |             |
| ۷۶          | نکو ویلیامز                  | ولز           | ۱۳ آوریل ۲۰۰۱ ‏(۲۳ سال)                                         | آکادمی             | ۳۳          | ۰           | ۴           |             |             |
| ۸۴          | کانر بردلی                   | ایرلند شمالی  | ۹ ژوئیهٔ ۲۰۰۳ ‏(۲۱ سال)                                          | آکادمی             | ۵           | ۰           | ۰           |             |             |
| هافبک‌ها     |                              |               |                                                                |                    |             |             |             |             |             |
| ۳           | فابینیو                      | برزیل         | ۲۳ اکتبر ۱۹۹۳ ‏(۳۱ سال)                                         | موناکو             | ۱۴۷         | ۸           | ۷           |             |             |
| ۶           | تیاگو آلکانتارا              | اسپانیا       | ۱۱ آوریل ۱۹۹۱ ‏(۳۳ سال)                                         | بایرن‌مونیخ         | ۴۴          | ۳           | ۱           |             |             |
| ۷           | جیمز میلنر (کاپیتان دوم)     | انگلستان      | ۴ ژانویهٔ ۱۹۸۶ ‏(۳۹ سال)                                         | منچستر سیتی        | ۲۷۲         | ۲۶          | ۴۳          |             |             |
| ۸           | نبی کیتا                     | گینه          | ۱۰ فوریهٔ ۱۹۹۵ ‏(۳۰ سال)                                         | لایپزیگ            | ۹۱          | ۱۰          | ۵           |             |             |
| ۱۴          | جوردن هندرسون (کاپیتان)      | انگلستان      | ۱۷ ژوئن ۱۹۹۰ ‏(۳۴ سال)                                          | ساندرلند           | ۴۲۱         | ۳۳          | ۵۳          |             |             |
| ۱۵          | الکس اکسلید-چمبرلین          | انگلستان      | ۱۵ اوت ۱۹۹۳ ‏(۳۱ سال)                                           | آرسنال             | ۱۳۰         | ۱۷          | ۱۳          |             |             |
| ۱۷          | کرتیس جونز                   | انگلستان      | ۳۰ ژانویهٔ ۲۰۰۱ ‏(۲۴ سال)                                        | آکادمی             | ۶۲          | ۸           | ۹           |             |             |
| ۸۰          | تایلر مورتون                 | انگلستان      | ۳۱ اکتبر ۲۰۰۲ ‏(۲۲ سال)                                         | آکادمی             | ۸           | ۰           | ۰           |             |             |
| مهاجمان     |                              |               |                                                                |                    |             |             |             |             |             |
| ۹           | روبرتو فیرمینو               | برزیل         | ۲ اکتبر ۱۹۹۱ ‏(۳۳ سال)                                          | هافنهایم           | ۳۱۲         | ۹۴          | ۶۷          |             |             |
| ۱۰          | سادیو مانه                   | سنگال         | ۱۰ آوریل ۱۹۹۲ ‏(۳۲ سال)                                         | ساوت‌همپتون         | ۲۴۴         | ۱۰۷         | ۳۷          |             |             |
| ۱۱          | محمد صلاح                    | مصر           | ۱۵ ژوئن ۱۹۹۲ ‏(۳۲ سال)                                          | رم                 | ۲۲۹         | ۱۴۸         | ۵۲          |             |             |
| ۱۸          | تاکومی مینامینو              | ژاپن          | ۱۶ ژانویهٔ ۱۹۹۵ ‏(۳۰ سال)                                        | ردبول سالزبورگ     | ۴۹          | ۱۰          | ۳           |             |             |
| ۲۰          | دیگو ژوتا                    | پرتغال        | ۴ دسامبر ۱۹۹۶ ‏(۲۸ سال)                                         | ولورهمپتون واندررز | ۵۸          | ۲۷          | ۲           |             |             |
| ۲۳          | لوئیز دیاز                   | کلمبیا        | ۱۳ ژانویهٔ ۱۹۹۷ ‏(۲۸ سال)                                        | پورتو              | ۰           | ۰           | ۰           |             |             |
| ۲۷          | دیووک اوریگی                 | بلژیک         | ۱۸ آوریل ۱۹۹۵ ‏(۲۹ سال)                                         | لیل                | ۱۶۷         | ۴۰          | ۱۳          |             |             |
| ۴۹          | کاید گوردون                  | انگلستان      | ۵ اکتبر ۲۰۰۴ ‏(۲۰ سال)                                          | دربی کانتی         | ۴           | ۱           | ۱           |             |             |
| ۶۷          | هاروی الیوت                  | انگلستان      | ۴ آوریل ۲۰۰۳ ‏(۲۱ سال)                                          | فولام              | ۱۳          | ۰           | ۱           |             |             |
| ۸۲          | مکس وولتمن                   | انگلستان      | ۲۰ اوت ۲۰۰۳ ‏(۲۱ سال)                                           | آکادمی             | ۲           | ۰           | ۰           |             |             |
| ۸۶          | هاروی بلر                    | انگلستان      | ۱۴ سپتامبر ۲۰۰۳ ‏(۲۱ سال)                                       | آکادمی             | ۱           | ۰           | ۰           |             |             |

### قراردادهای جدید
| تاریخ         | پست | شماره | بازیکن               | منبع   |
| ------------- | --- | ----- | -------------------- | ------ |
| ۱۴ ژوئن ۲۰۲۱  | GK  | ۱۳    | آدریان سن میگوئل     | [ ۲ ]  |
| ۲۴ ژوئن ۲۰۲۱  | GK  | ۶۲    | کوییهمن کلهر         | [ ۳ ]  |
| ۹ ژوئیه ۲۰۲۱  | MF  | ۶۷    | هاروی الیوت          | [ ۴ ]  |
| ۳۰ ژوئیه ۲۰۲۱ | DF  | ۶۶    | ترنت الکساندر-آرنولد | [ ۵ ]  |
| ۳ اوت ۲۰۲۱    | MF  | ۳     | فابینیو              | [ ۶ ]  |
| ۴ اوت ۲۰۲۱    | GK  | ۱     | الیسون بکر           | [ ۷ ]  |
| ۱۳ اوت ۲۰۲۱   | DF  | ۴     | ویرجیل فن دایک       | [ ۸ ]  |
| ۲۴ اوت ۲۰۲۱   | DF  | ۲۶    | اندرو رابرتسون       | [ ۹ ]  |
| ۳۱ اوت ۲۰۲۱   | MF  | ۱۴    | جوردن هندرسون        | [ ۱۰ ] |
| ۳۱ اوت ۲۰۲۱   | DF  | ۴۷    | ناتانیل فیلیپس       | [ ۱۱ ] |
| ۳۱ اوت ۲۰۲۱   | DF  | ۴۶    | ریس ویلیامز          | [ ۱۲ ] |

## نقل و انتقالات

### ورودی
| تاریخ          | پست   | شماره | نام بازیکن      | از      | مبلغ        | منبع        |
| -------------- | ----- | ----- | --------------- | ------- | ----------- | ----------- |
| ۱ ژوئیه ۲۰۲۱   | DF    | ۵     | ابراهاما کوناته | لایپزیگ | £۳۶٬۰۰۰٬۰۰۰ | [ ۱۳ ]      |
| ۳۰ ژانویه ۲۰۲۲ | FW    | ۲۳    | لوئیز دیاز      | پورتو   | £۳۷٬۵۰۰٬۰۰۰ | [ ۱۴ ]      |
| مجموع          | مجموع | مجموع | مجموع           | مجموع   | £۷۳٬۵۰۰٬۰۰۰ | £۷۳٬۵۰۰٬۰۰۰ |

### خروجی
| تاریخ         | پست   | شماره | نام بازیکن         | به               | مبلغ        | منبع        |
| ------------- | ----- | ----- | ------------------ | ---------------- | ----------- | ----------- |
| ۱ ژوئیه ۲۰۲۱  | FW    | ۵۳    | Joe Hardy          | آکرینگتون استنلی | نامعلوم     | [ ۱۵ ]      |
| ۱ ژوئیه ۲۰۲۱  | MF    | ۵     | جورجینیو واینالدوم | پاری سن ژرمن     | نامعلوم     | [ ۱۶ ]      |
| ۳ ژوئیه ۲۰۲۱  | GK    | ۷۳    | کامیل گرابارا      | کپنهاگن          | £۳٬۰۰۰٬۰۰۰  | [ ۱۷ ]      |
| ۸ ژوئیه ۲۰۲۱  | FW    | ۴۱    | لیام مولر          | بازل             | £۱٬۳۰۰٬۰۰۰  | [ ۱۸ ]      |
| ۲۰ ژوئیه ۲۰۲۱ | MF    | ۱۶    | مارکو گروییچ       | پورتو            | £۱۰٬۵۰۰٬۰۰۰ | [ ۱۹ ]      |
| ۲۰ ژوئیه ۲۰۲۱ | FW    | —     | تایوو اونیای       | یونیون برلین     | £۶٬۵۰۰٬۰۰۰  | [ ۲۰ ]      |
| ۲۴ ژوئیه ۲۰۲۱ | FW    | ۵۹    | هری ویلسون         | فولام            | £۱۲٬۰۰۰٬۰۰۰ | [ ۲۱ ]      |
| ۲۸ ژوئیه ۲۰۲۱ | DF    | —     | Yasser Larouci     | تروا             | نامعلوم     | [ ۲۲ ]      |
| ۲۳ اوت ۲۰۲۱   | MF    | ۲۳    | جردان شقیری        | لیون             | £۹٬۵۰۰٬۰۰۰  | [ ۲۳ ]      |
| ۴ ژانویه ۲۰۲۲ | DF    | ۷۷    | Morgan Boyes       | Livingston       | نامعلوم     | [ ۲۴ ]      |
| ۴ ژانویه ۲۰۲۲ | DF    | ۴۴    | تونی گلچر          | سنت جانستون      | نامعلوم     | [ ۲۵ ]      |
| مجموع         | مجموع | مجموع | مجموع              | مجموع            | £۴۲٬۸۰۰٬۰۰۰ | £۴۲٬۸۰۰٬۰۰۰ |

### خروج قرضی
| از تاریخ       | تا تاریخ       | پست   | شماره | نام بازیکن        | به                 | مبلغ       | منبع          |
| -------------- | -------------- | ----- | ----- | ----------------- | ------------------ | ---------- | ------------- |
| ۱ ژوئیه ۲۰۲۱   | پایان فصل      | DF    | —     | Adam Lewis        | Livingston         | رایگان     | [ ۲۶ ]        |
| ۱ ژوئیه ۲۰۲۱   | پایان فصل      | DF    | ۷۲    | سپ فان دن برخ     | پرستون نورث اند    | رایگان     | [ ۲۷ ]        |
| ۲ ژوئیه ۲۰۲۱   | پایان فصل      | FW    | —     | Paul Glatzel      | ترانمره راورز      | رایگان     | [ ۲۸ ]        |
| ۱۰ ژوئیه ۲۰۲۱  | پایان فصل      | DF    | —     | اندرسون آرریو     | میراندس            | رایگان     | [ ۲۹ ]        |
| ۱۶ اوت ۲۰۲۱    | ۲ ژانویه ۲۰۲۲  | MF    | ۶۵    | Leighton Clarkson | بلکبرن روورز       | رایگان     | [ ۳۰ ] [ ۳۱ ] |
| ۱۶ اوت ۲۰۲۱    | پایان فصل      | DF    | ۲۸    | Ben Davies        | شفیلد یونایتد      | £۵۰۰٬۰۰۰   | [ ۳۲ ]        |
| ۲۳ اوت ۲۰۲۱    | پایان فصل      | MF    | ۵۸    | بن وودبرن         | هارت آف میدلوتیان  | رایگان     | [ ۳۳ ]        |
| ۳۱ اوت ۲۰۲۱    | پایان فصل      | MF    | ۶۴    | Jake Cain         | نیوپورت کانتی      | رایگان     | [ ۳۴ ]        |
| ۳۱ اوت ۲۰۲۱    | پایان فصل      | MF    | ۵۰    | Luis Longstaff    | کویینز پارک        | رایگان     | [ ۳۵ ]        |
| ۳۱ اوت ۲۰۲۱    | پایان فصل      | FW    | ۵۴    | شی اوجو           | میلوال             | رايگان     | [ ۳۶ ]        |
| ۳۱ اوت ۲۰۲۱    | ۲۰ ژانویه ۲۰۲۲ | DF    | ۴۶    | ریس ویلیامز       | سوانزی سیتی        | رایگان     | [ ۳۷ ] [ ۳۸ ] |
| ۳۱ ژانویه ۲۰۲۲ | پایان فصل      | DF    | ۴۷    | ناتانیل فیلیپس    | بورنموث            | £۱٬۵۰۰٬۰۰۰ | [ ۳۹ ] [ ۴۰ ] |
| ۳۱ ژانویه ۲۰۲۲ | پایان فصل      | DF    | ۷۶    | نکو ویلیامز       | فولام              | رایگان     | [ ۴۱ ]        |
| ۱۲ فوریه ۲۰۲۲  | پایان فصل      | MF    | ۶۱    | Matteo Ritaccio   | Charleston Battery | رایگان     | [ ۴۲ ]        |
| مجموع          | مجموع          | مجموع | مجموع | مجموع             | مجموع              | £۲٬۰۰۰٬۰۰۰ | £۲٬۰۰۰٬۰۰۰    |

### خلاصهٔ نقل و انتقالات
| هزینه تابستان: پوند استرلینگ ۳۶٬۰۰۰٬۰۰۰ زمستان: پوند استرلینگ ۳۷٬۲۰۰٬۰۰۰ مجموع: پوند استرلینگ ۷۳٬۲۰۰٬۰۰۰ | درآمد تابستان: پوند استرلینگ ۴۳٬۳۰۰٬۰۰۰ زمستان: پوند استرلینگ ۱٬۵۰۰٬۰۰۰ مجموع: پوند استرلینگ ۴۴٬۸۰۰٬۰۰۰ | برآمد مخارج تابستان: پوند استرلینگ ۷٬۳۰۰٬۰۰۰ زمستان: پوند استرلینگ ۳۵٬۸۰۰٬۰۰۰ مجموع: پوند استرلینگ ۲۸٬۵۰۰٬۰۰۰ |

## پیش-فصل و دوستانه

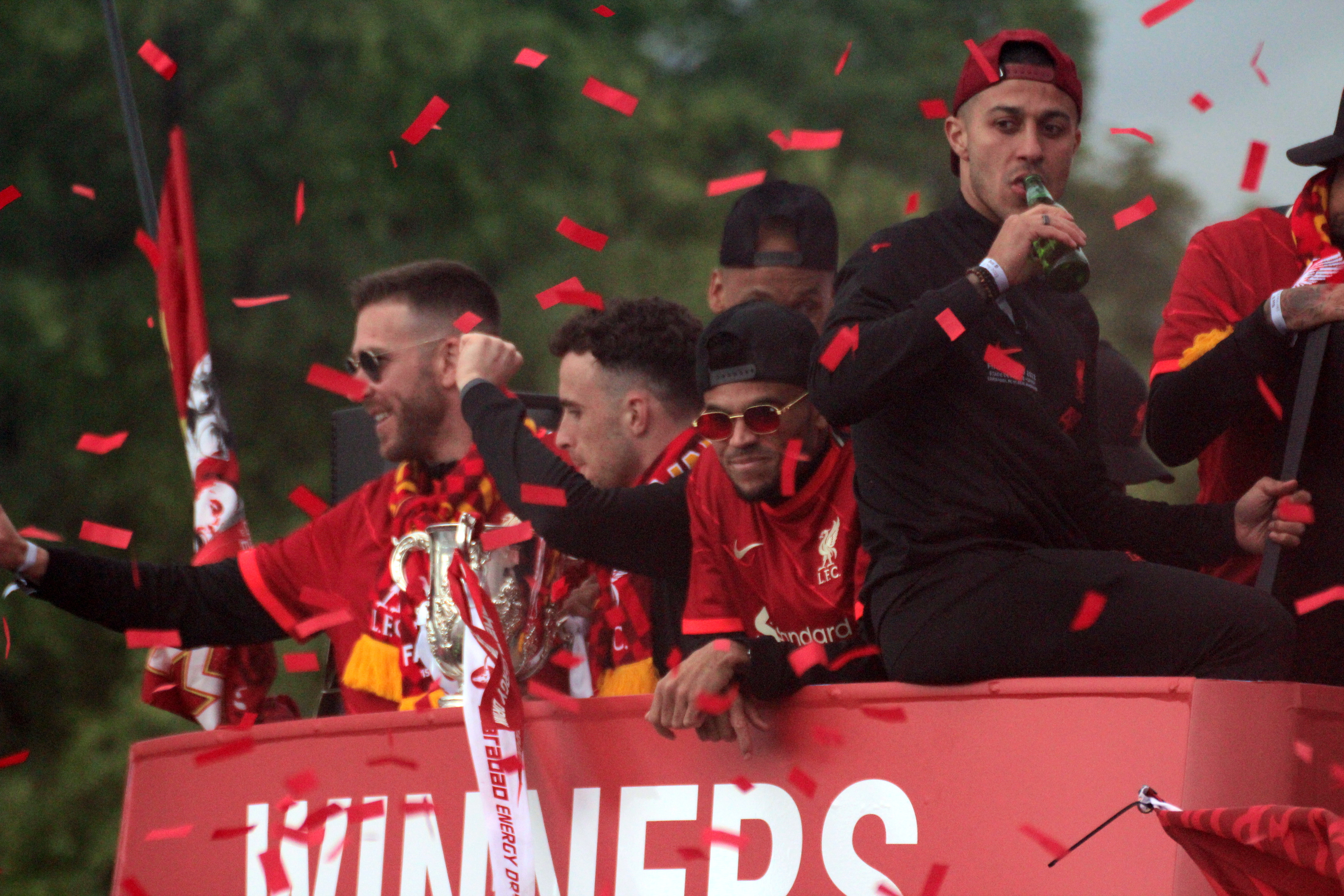
تماشاگران باشگاه فوتبال لیورپول

در ۱۲ ژوئیه ۲۰۲۱، باشگاه لیورپول اعلام کرد که چهار بازی دوستانه را به عنوان بخشی از یک اردوی آماده‌سازی پیش فصل در اتریش انجام خواهد داد. در ۱۹ ژوئیه، آنها اعلام کردند که اردوی پیش فصل خود را با دو بازی دوستانه خانگی کامل خواهند کرد. در ۲۹ ژوئیه، قرمزها تأیید کردند که در دو بازی شصت دقیقه‌ای به عنوان بخشی از یک اردوی تمرینی در فرانسه در تاریخ‌های اعلام شده قبلی، با بولونیا روبرو خواهند شد.
      پیروزی       مساوی       شکست       برنامه‌ریزی‌شده
| ۲۰ ژوئیه ۲۰۲۱ دوستانه            | واکر اینسبروک   | ۱–۱   | لیورپول                    | اتریش        |
| ۱۸:۰۰ ساعت تابستانی اروپای مرکزی | رونیوالدو ۱۷' · | گزارش | دیووک اوریگی ۵' (پنالتی) · | تماشاگران: ۰ |
| یادداشت: مینی بازی سی دقیقه‌ای    |                 |       |                            |              |

| ۲۰ ژوئیه ۲۰۲۱ دوستانه            | اشتوتگارت   | ۱–۱   | لیورپول          | زال‌فلدن، اتریش                             |
| ۱۸:۴۵ ساعت تابستانی اروپای مرکزی | فورستر ۶' · | گزارش | سادیو مانه ۲۰' · | ورزشگاه: ورزشگاه زال‌فلدن آرنا تماشاگران: ۰ |
| یادداشت: مینی بازی سی دقیقه ای   |             |       |                  |                                            |

| ۲۳ ژوئیه ۲۰۲۱ دوستانه            | ماینتس ۰۵ | ۰–۱   | لیورپول                      | گرودیگ، اتریش                               |
| ۱۸:۱۵ ساعت تابستانی اروپای مرکزی |           | گزارش | لوکا کیلیان ۸۶' (گل‌به‌خودی) · | ورزشگاه: گریس‌بگرز بتن-آرنا تماشاگران: ۳٬۵۰۰ |

| ژوئیه ۲۰۲۱ دوستانه               | لیورپول                                                                                              | ۳–۴   | هرتابرلین                                                                       | اینسبروک، اتریش                                                 |
| ۲۰:۲۰ ساعت تابستانی اروپای مرکزی | سادیو مانه ۳۶' · تاکومی مینامینو ۴۲' · ابراهیما کوناته '۱+۴۵ · جو گومز '۷۹ · الکس اکسلید-چمبرلین ۸۷' | گزارش | سانتیاگو آسکاسیبار ۲۰' · سوات سردار ۳۰' · دیوی زلکه '۱+۴۵ · استفان یووتیچ ۶۶۸۰' | ورزشگاه: ورزشگاه تیوولی نوی تماشاگران: ۱۵٬۰۰۰ داور: دنیل پفیستر |

| ۵ اوت ۲۰۲۱ دوستانه               | لیورپول                         | ۲–۰   | بولونیا | تونون لبن، فرانسه                                             |
| ۱۶:۰۰ ساعت تابستانی اروپای مرکزی | دیگو ژوتا ۷' · سادیو مانه ۱۴' · | گزارش |         | ورزشگاه: استادیوم جوزف موینات تماشاگران: ۰ داور: ژرمی پینگارد |
| یادداشت: مینی بازی شصت دقیقه‌ای   |                                 |       |         |                                                               |

| ۵ اوت ۲۰۲۱ دوستانه               | لیورپول                                  | ۱–۰   | بولونیا | تونون لبن، فرانسه                                               |
| ۱۸:۰۰ ساعت تابستانی اروپای مرکزی | تاکومی مینامینو ۱۴' · دیووک اوریگی '۴۶ · | گزارش |         | ورزشگاه: استادیوم جوزف موینات تماشاگران: ۰ داور: حکیم بن ال حاج |
| یادداشت: مینی بازی شصت دقیقه‌ای   |                                          |       |         |                                                                 |

| ۸ اوت ۲۰۲۱ دوستانه           | لیورپول         | ۱–۱   | اتلتیک بیلبائو | لیورپول، انگلستان                                |
| ۱۶:۰۰ ساعت تابستانی بریتانیا | دیگو ژوتا ۱۳' · | گزارش | برنگر ۵۳' ·    | ورزشگاه: آنفیلد تماشاگران: ۴۰٬۰۰۰ داور: مایک دین |

| ۹ اوت ۲۰۲۱ دوستانه           | لیورپول                                           | ۳–۱   | اوساسونا         | لیورپول، انگلستان                                   |
| ۱۹:۰۰ ساعت تابستانی بریتانیا | خسوس آرسو ۱۴' (گل‌به‌خودی) · روبرتو فیرمینو ۲۱۴۱' · | گزارش | کیکه بارخا ۷۰' · | ورزشگاه: آنفیلد تماشاگران: ۳۹٬۰۰۰ داور: کریگ پاوسون |

| ۱۵ اوت ۲۰۲۱ دوستانه          | لیورپول                                                 | ۴–۱   | استون ویلا       | لیورپول، انگلستان            |
| ۱۵:۰۰ ساعت تابستانی بریتانیا | دیووک اوریگی · نکو ویلیامز · کرتیس جونز · کاید گوردون · | گزارش | برتران ترائوره · | ورزشگاه: آنفیلد تماشاگران: ۰ |

| ۲۶ مارس ۲۰۲۲ مسابقه خیریه                                                        | اسطوره‌های لیورپول         | ۱–۲   | اسطوره‌های بارسلونا                                   | لیورپول، انگلستان |
| ۱۵:۰۰ ساعت گرینویچ                                                               | استیون جرارد ۱۴' (پنالتی) | گزارش | جیووانی سیلوا ده اولیویرا ۴۴' · ریوالدو ۵۲' (پنالتی) | ورزشگاه: آنفیلد   |
| یادداشت: این بازی با تیم‌هایی متشکل از اسطوره‌های بازنشسته هر دو باشگاه برگزار شد. |                           |       |                                                      |                   |

| ۲۱ مه ۲۰۲۲ مسابقه خیریه                                                          | اسطوره‌های منچستر یونایتد     | ۱–۳   | اسطوره‌های لیورپول                          | منچستر، انگلستان                      |
| ۱۴:۰۰ ساعت گرینویچ                                                               | دیمیتار برباتوف ۵۰' (پنالتی) | گزارش | لوئیس گارسیا ۴۷' · مارک گونزالز ۶۲'، ۹۰+۲' | ورزشگاه: الدترافورد تماشاگران: ۴۸٬۷۷۷ |
| یادداشت: این بازی با تیم‌هایی متشکل از اسطوره‌های بازنشسته هر دو باشگاه برگزار شد. |                              |       |                                            |                                       |

## رقابت‌ها

### بررسی مسابقات
| رقابت              | اولین بازی      | آخرین بازی    | شروع دور    | جایگاه نهایی | آمار | آمار | آمار | آمار | آمار | آمار | آمار | آمار  |
| رقابت              | اولین بازی      | آخرین بازی    | شروع دور    | جایگاه نهایی | بازی | ب    | ت    | ش    | گ‌ز   | گ‌خ   | ت‌گ   | % برد |
| ------------------ | --------------- | ------------- | ----------- | ------------ | ---- | ---- | ---- | ---- | ---- | ---- | ---- | ----- |
| لیگ برتر           | ۱۴ اوت ۲۰۲۱     | ۲۱ مه ۲۰۲۲    | هفته اول    | نایب قهرمان  | ۲۶   | ۱۸   | ۶    | ۲    | ۷۰   | ۲۰   | ۵۰+  | ۰۶۹   |
| جام حذفی           | ۸ ژانویه ۲۰۲۲   |               | دور سوم     | قهرمان       | ۲    | ۲    | ۰    | ۰    | ۷    | ۲    | ۵+   | ۱۰۰   |
| جام اتحادیه        | ۲۱ سپتامبر ۲۰۲۱ | ۲۷ فوریه ۲۰۲۲ | دور دوم     | قهرمان       | ۶    | ۳    | ۳    | ۰    | ۱۰   | ۳    | ۷+   | ۰۵۰   |
| لیگ قهرمانان اروپا | ۱۵ سپتامبر ۲۰۲۱ |               | مرحله گروهی | نایب قهرمان  | ۷    | ۷    | ۰    | ۰    | ۱۹   | ۶    | ۱۳+  | ۱۰۰   |
| مجموع              | مجموع           | مجموع         | مجموع       | مجموع        | ۴۱   | ۳۰   | ۹    | ۲    | ۱۰۶  | ۳۱   | ۷۵+  | ۰۷۳   |

آخرین به‌روزرسانی در: ۲۷ فوریه ۲۰۲۲

منبع: Soccerway

### لیگ برتر

#### جایگاه در جدول
| رتبه | تیم            | بازی | برد | مساوی | باخت | گل زده | گل خورده | گل تفاضل | امتیاز |                    |
| ---- | -------------- | ---- | --- | ----- | ---- | ------ | -------- | -------- | ------ | ------------------ |
| ۱    | منچستر سیتی    | ۲۳   | ۱۸  | ۳     | ۲    | ۵۵     | ۱۴       | ۴۱+      | ۵۷     | لیگ قهرمانان اروپا |
| ۲    | لیورپول        | ۲۲   | ۱۴  | ۶     | ۲    | ۵۸     | ۱۹       | ۳۹+      | ۴۸     | لیگ قهرمانان اروپا |
| ۳    | چلسی           | ۲۴   | ۱۳  | ۸     | ۳    | ۴۸     | ۱۸       | ۳۰+      | ۴۷     | لیگ قهرمانان اروپا |
| ۴    | منچستر یونایتد | ۲۲   | ۱۱  | ۵     | ۶    | ۳۶     | ۳۰       | ۶+       | ۳۸     | لیگ قهرمانان اروپا |
| ۵    | وستهام یونایتد | ۲۳   | ۱۱  | ۴     | ۸    | ۴۱     | ۳۱       | ۱۰+      | ۳۷     | لیگ اروپا          |

#### دست‌آوردها در خانه و بیرون
| مجموع | مجموع  | مجموع | مجموع | مجموع | مجموع | مجموع | مجموع | خانه | خانه | خانه | خانه | خانه | خانه | مهمان | مهمان | مهمان | مهمان | مهمان | مهمان |
| بازی  | امتیاز | پ     | ت     | ش     | گ‌ز    | گ‌خ    | ت‌گ    | پ    | ت    | ش    | گ‌ز   | گ‌خ   | ت‌گ   | پ     | ت     | ش     | گ‌ز    | گ‌خ    | ت‌گ    |
| ----- | ------ | ----- | ----- | ----- | ----- | ----- | ----- | ---- | ---- | ---- | ---- | ---- | ---- | ----- | ----- | ----- | ----- | ----- | ----- |
| ۲۲    | ۴۸     | ۱۴    | ۶     | ۲     | ۵۸    | ۱۹    | ۳۹+   | ۷    | ۳    | ۰    | ۲۵   | ۶    | ۱۹+  | ۷     | ۳     | ۲     | ۳۳    | ۱۳    | ۲۰+   |

آخرین بروزرسانی: ۲۳ ژانویه ۲۰۲۲

منبع: Premier League

پ = پیروزی؛ ت = تساوی؛ ش = شکست؛ گ‌ز = گل زده؛ گ‌خ = گل خورده؛ ت‌گ = تفاضل گل

#### روند هفته به هفته
| هفته    | ۱ | ۲ | ۳ | ۴ | ۵ | ۶ | ۷ | ۸ | ۹ | ۱۰ | ۱۱ | ۱۲ | ۱۳ | ۱۴ | ۱۵ | ۱۶ | ۱۷ | ۱۸ | ۱۹ | ۲۰ | ۲۱ | ۲۲ | ۲۳ | ۲۴ | ۲۵ | ۲۶ | ۲۷ | ۲۸ | ۲۹ | ۳۰ | ۳۱ | ۳۲ | ۳۳ | ۳۴ | ۳۵ | ۳۶ | ۳۷ | ۳۸ |
| ------- | - | - | - | - | - | - | - | - | - | -- | -- | -- | -- | -- | -- | -- | -- | -- | -- | -- | -- | -- | -- | -- | -- | -- | -- | -- | -- | -- | -- | -- | -- | -- | -- | -- | -- | -- |
| زمین    | ب | خ | خ | ب | خ | ب | خ | ب | ب | خ  | ب  | خ  | خ  | ب  | ب  | خ  | خ  | ب  | خ  | ب  | ب  | خ  | ب  | خ  | ب  | خ  | ب  | خ  | ب  | خ  | خ  | ب  | ب  | خ  | ب  | خ  | ب  | خ  |
| دست‌آورد | پ | پ | م | پ | پ | م | م | پ | پ | م  | ش  | پ  | پ  | پ  | پ  | پ  | پ  | م  | پ  | ش  | م  | پ  | پ  | پ  | پ  | پ  | ع  | پ  | پ  |    |    |    |    |    |    |    |    |    |
| جایگاه  | ۳ | ۳ | ۵ | ۳ | ۲ | ۱ | ۲ | ۲ | ۲ | ۲  | ۴  | ۳  | ۳  | ۳  | ۲  | ۲  | ۲  | ۲  | ۳  | ۳  | ۳  | ۲  | ۲  | ۲  | ۲  | ۲  | ۲  | ۲  | ۲  |    |    |    |    |    |    |    |    |    |

زمین: ب = بیرون از خانه، خ = داخل خانه. دست‌آورد: پ = پیروزی، ش = شکست، م = مساوی، ع = به تعویق افتاده.

#### جزئیات بازی‌ها
جدول زمانی لیگ برتر در تاریخ ۱۶ ژوئن ۲۰۲۱ اعلام شد.
| ۱۴ اوت ۲۰۲۱ ۱                | نوریچ سیتی   | ۰–۳   | لیورپول                                         | نوریچ                                                         |
| ۱۷:۳۰ ساعت تابستانی بریتانیا | Cantwell '۵۳ | گزارش | Milner '۲۵ · Jota ۲۵' · Firmino ۶۵' · Salah ۷۴' | ورزشگاه: ورزشگاه کارو رود تماشاگران: ۲۷۰۲۳ داور: آندره مارینر |

| ۲۱ اوت ۲۰۲۱ ۲                | لیورپول               | ۲–۰   | برنلی | لیورپول                                         |
| ۱۲:۳۰ ساعت تابستانی بریتانیا | Jota ۱۸' · Mané ۶۹' · | گزارش |       | ورزشگاه: آنفیلد تماشاگران: ۵۲۵۹۱ داور: مایک دین |

| ۲۸ اوت ۲۰۲۱ ۳                | لیورپول              | ۱–۱   | چلسی                                                      | لیورپول                                             |
| ۱۷:۳۰ ساعت تابستانی بریتانیا | Salah ۴۵+۵' (.pen) · | گزارش | Havertz ۲۲' · James '۴۵+۳ · Rüdiger '۳+۴۵ · Mendy '۴۵+۵ · | ورزشگاه: آنفیلد تماشاگران: ۵۳۱۰۰ داور: آنتونی تیلور |

| ۱۲ سپتامبر ۲۰۲۱ ۴            | لیدز یونایتد                              | ۰–۳   | لیورپول                                    | لیدز                                                           |
| ۱۶:۳۰ ساعت تابستانی بریتانیا | Cooper '۱۲ · Llorente '۳۰ · Struijk '۶۰ · | گزارش | Fabinho '۱۶ ۵۰' · Salah ۲۷' · Mané ۲+۹۰' · | ورزشگاه: ورزشگاه الاند رود تماشاگران: ۳۶٬۵۰۷ داور: کریگ پاوسون |

| ۱۸ سپتامبر ۲۰۲۱ ۵            | لیورپول                                                               | ۳–۰   | کریستال پالاس | لیورپول                                           |
| ۱۵:۰۰ ساعت تابستانی بریتانیا | Henderson '۴۰ · Mané ۴۳' · Tsimikas '۷۵ · Salah ۷۸' '۷۹ · Keïta ۸۹' · | گزارش | Ward '۸۳      | ورزشگاه: آنفیلد تماشاگران: ۵۲٬۹۸۵ داور: اندی مدلی |

| ۱۵ سپتامبر ۲۰۲۱ ۶            | برنتفورد                                        | ۳–۳   | لیورپول                                                               | برنتفورد                                                         |
| ۱۷:۳۰ ساعت تابستانی بریتانیا | پینوک ۲۷' · اونیکا '۴۴ · جانلت ۶۳' · ویسا ۸۲' · | گزارش | دیگو ژوتا ۳۱' · محمد صلاح ۵۴' · کرتیس جونز ۶۷' · اندرو رابرتسون '۷۰ · | ورزشگاه: ورزشگاه گریفین پارک تماشاگران: ۱۶۸۷۶ داور: استوارت اتول |

| ۳ اکتبر ۲۰۲۱ ۷               | لیورپول                                                                         | ۲–۲   | منچستر سیتی                                                                         | لیورپول                                         |
| ۱۶:۳۰ ساعت تابستانی بریتانیا | جیمز میلنر '۴۲ · سادیو مانه ۵۹' · دیگو ژوتا '۶۵ · محمد صلاح ۷۶' · فابینیو '۸۳ · | گزارش | روبن دیاس '۲۶ · کانسلو '۵۶ · فیل فودن ۶۹' · برناردو سیلوا '۷۷ · کوین دی‌بروینه ۸۱' · | ورزشگاه: آنفیلد تماشاگران: ۵۳۱۰۲ داور: پل تیرنی |

| ۱۶ اکتبر ۲۰۲۱ ۸              | واتفورد | ۰–۵   | لیورپول                                        | واتفورد                                                          |
| ۱۲:۳۰ ساعت تابستانی بریتانیا |         | گزارش | مانه ۸' · فیرمینو ۳۷'، ۵۲'، ۱+۹۰' · صلاح ۵۴' · | ورزشگاه: ورزشگاه ویکاریج رود تماشاگران: ۲۱٬۰۸۵ داور: جاناتان ماس |

| ۲۳ اکتبر ۲۰۲۱ ۹              | منچستر یونایتد | ۰–۵   | لیورپول                                     | منچستر                                                          |
| ۱۵:۰۰ ساعت تابستانی بریتانیا | پوگبا '۶۰ ·    | گزارش | کیتا ۵' · ژوتا ۱۳' · صلاح ۳۸'، ۵+۴۵'، ۵۰' · | ورزشگاه: ورزشگاه الدترافورد تماشاگران: ۷۳۰۸۸ داور: آنتونی تیلور |

| ۳۰ اکتبر ۲۰۲۱ ۱۰             | لیورپول                 | ۲–۲   | برایتون اند هوو آلبیون   | لیورپول                                         |
| ۱۵:۰۰ ساعت تابستانی بریتانیا | هندرسون ۴' · مانه ۲۴' · | گزارش | موپو ۴۱' · تروسارد ۶۵' · | ورزشگاه: آنفیلد تماشاگران: ۵۳۱۹۷ داور: مایک دین |

| ۷ نوامبر ۲۰۲۱ ۱۱   | وستهام یونایتد                                  | ۳–۲   | لیورپول                            | لندن                                                            |
| ۱۶:۳۰ ساعت گرینویچ | آلیسون ۴' (گل‌به‌خودی) · فورنالس ۶۷' · زوما ۷۴' · | گزارش | الکساندر-آرنولد ۴۱' · اوریگی ۸۳' · | ورزشگاه: ورزشگاه المپیک لندن تماشاگران: ۵۹۹۰۹ داور: کریگ پاوسون |

| ۲۰ نوامبر ۲۰۲۱ ۱۲                                                                 | لیورپول                                         | ۴–۰   | آرسنال | لیورپول                                            |
| ۱۷:۳۰ ساعت گرینویچ                                                                | مانه ۳۹' · ژوتا ۵۲' · صلاح ۷۳' · مینامینو ۷۷' · | گزارش |        | ورزشگاه: آنفیلد تماشاگران: ۵۳۰۹۲ داور: مایکل الیور |
| یادداشت: سرمربیان دو تیم، میکل آرتتا و یورگن کلوپ هر دو در دقیقه ۳۲ اخطار گرفتند. |                                                 |       |        |                                                    |

| ۲۷ نوامبر ۲۰۲۱ ۱۳  | لیورپول                                  | ۴–۰   | ساوت‌همپتون | لیورپول                                             |
| ۱۵:۰۰ ساعت گرینویچ | ژوتا ۲'، ۳۲' · تیاگو ۳۷' · فن دایک ۵۲' · | گزارش |            | ورزشگاه: آنفیلد تماشاگران: ۵۳۰۴۰ داور: آندره مارینر |

| ۱ دسامبر ۲۰۲۱ ۱۴   | اورتون    | ۱–۴   | لیورپول                                 | لیورپول                                               |
| ۲۰:۱۵ ساعت گرینویچ | گری ۳۸' · | گزارش | هندرسون ۹' · صلاح ۱۹'، ۶۴' · ژوتا ۷۹' · | ورزشگاه: گودیسون پارک تماشاگران: ۳۹۶۴۱ داور: پل تیرنی |

| ۴ دسامبر ۲۰۲۱ ۱۵   | ولورهمپتون واندررز | ۰–۱   | لیورپول        | ولورهمپتون                                                  |
| ۱۵:۰۰ ساعت گرینویچ |                    | گزارش | اوریگی ۴+۹۰' · | ورزشگاه: ورزشگاه مالینیو تماشاگران: ۳۰۷۲۹ داور: کریس کاوانا |

| ۱۱ دسامبر ۲۰۲۱ ۱۶  | لیورپول             | ۱–۰   | استون ویلا | لیورپول                                             |
| ۱۵:۰۰ ساعت گرینویچ | صلاح ۶۷' (پنالتی) · | گزارش |            | ورزشگاه: آنفیلد تماشاگران: ۵۳۰۹۳ داور: استوارت اتول |

| ۱۶ دسامبر ۲۰۲۱ ۱۷  | لیورپول                                     | ۳–۱   | نیوکاسل یونایتد | لیورپول                                         |
| ۲۰:۰۰ ساعت گرینویچ | ژوتا ۲۱' · صلاح ۲۵' · الکساندر-آرنولد ۸۷' · | گزارش | شلوی ۷' ·       | ورزشگاه: آنفیلد تماشاگران: ۵۲۹۵۱ داور: مایک دین |

| ۱۹ دسامبر ۲۰۲۱ ۱۸                                                                        | تاتنهام هاتسپر                                                                          | ۲–۲   | لیورپول | لندن                                                             |
| ۱۶:۳۰ ساعت گرینویچ                                                                       | هری کین ۱۳' '۲۰ · امرسون رویال '۲۸ · هری وینکس '۴۷ · بن دیویس '۵۸ · سون هیونگ-مین ۷۴' · | گزارش | تایلر مورتون '۲۳ · دیگو ژوتا ۳۵' · اندرو رابرتسون ۶۹' ۷۷ · نبی کیتا '۸۴ · ابراهیما کوناته '۸۵ · کاستاس سیمیکاس '۵+۹۰ · | ورزشگاه: ورزشگاه تاتنهام هاتسپر تماشاگران: ۴۵٬۴۲۱ داور: پل تیرنی |
| یادداشت: یورگن کلوپ سرمربی لیورپول به دلیل اعتراض به تصمیم داور، در دقیقه ۳۹ اخطار گرفت. |                                                                                         |       | |                                                                  |

| ۲۸ دسامبر ۲۰۲۱ ۲۰                                        | لستر سیتی   | ۱–۰   | لیورپول              | لستر                                                          |
| ۲۰:۰۰ ساعت گرینویچ                                       | لوکمن ۵۹' · | گزارش | متیپ '۴ · صلاح '۱۶ · | ورزشگاه: ورزشگاه کینگ پاور تماشاگران: ۳۲۲۳۰ داور: مایکل الیور |
| یادداشت: ضربه پنالتی محمد صلاح را کسپر اشمایکل مهار کرد. |             |       |                      |                                                               |

| ۲ ژانویه ۲۰۲۲ ۲۱ | چلسی                             | ۲–۲   | لیورپول                              | لندن                                                               |
| ۱۶:۳۰ ساعت گرینویچ | پولیسیک '۱۷ ۱+۴۵' · کواچیچ ۴۲' · | گزارش | مانه '۱ ۹' · صلاح ۲۶' · کوناته '۸۳ · | ورزشگاه: ورزشگاه استمفورد بریج تماشاگران: ۴۰۰۷۲ داور: آنتونی تیلور |
| یادداشت: به علت مثبت شدن آزمایش کرونای یورگن کلوپ، دستیار وی، پپین لیندرز هدایت لیورپول در این دیدار را بر عهده داشت. |                                  |       |                                      |                                                                    |

| ۱۶ ژانویه ۲۰۲۲ ۲۲  | لیورپول                                           | ۳–۰   | برنتفورد | لیورپول                                            |
| ۱۴:۰۰ ساعت گرینویچ | فابینیو ۴۴' · اکسلید چمبرلین ۶۹' · مینامینو ۷۷' · | گزارش | اجر '۱۹  | ورزشگاه: آنفیلد تماشاگران: ۵۲۸۲۴ داور: جاناتان ماس |

| ۲۳ ژانویه ۲۰۲۲ ۲۳  | کریستال پالاس                                              | ۱–۳   | لیورپول                                                                | لندن                                                           |
| ۱۴:۰۰ ساعت گرینویچ | گلگر '۵۱ · ادوارد ۵۵' · هیوز '۶۱ · شلاپ '۸۲ · وارد '۳+۹۰ · | گزارش | فن دایک ۸' · اکسلید چمبرلین ۳۲' · فیرمینو '۸۱ · فابینیو ۸۹' (پنالتی) · | ورزشگاه: ورزشگاه سلهارست پارک تماشاگران: ۲۵۰۰۲ داور: کوین فرند |

| ۱۰ فوریه ۲۰۲۲ ۲۴   | لیورپول                            | ۲–۰   | لستر سیتی | لیورپول                                            |
| ۱۹:۴۵ ساعت گرینویچ | ژوتا ۳۴'، ۸۷' · روبرتو فیرمینو '۵۰ | گزارش |           | ورزشگاه: آنفیلد تماشاگران: ۵۳۰۵۰ داور: کریس کاوانا |

| ۱۳ فوریه ۲۰۲۲ ۲۵   | برنلی | ۰–۱   | لیورپول                   | برنلی                                                            |
| ۱۴:۰۰ ساعت گرینویچ |       | گزارش | هندرسون '۲۶ · فابینیو ۴۰' | ورزشگاه: ورزشگاه تارف مور تماشاگران: ۲۱۲۳۹ داور: مارتین اتکینسون |

| ۱۹ فوریه ۲۰۲۲ ۲۶   | لیورپول                          | ۳–۱   | نوریچ سیتی                  | لیورپول                        |
| ۱۶:۰۰ ساعت گرینویچ | - مانه ۶۴' - صلاح ۶۷' - دیاز ۸۱' | گزارش | - ویلیامز '۴۰ - راشیتسا ۴۸' | ورزشگاه: آنفیلد داور: مایک دین |

| ۲۳ فوریه ۲۰۲۲ ۱۹ | لیورپول                                                                      | ۶–۰   | لیدز یونایتد                      | لیورپول                           |
| ۱۹:۴۵ ساعت تابستانی بریتانیا | صلاح ۱۵' (پنالتی)، ۳۵' (پنالتی) · متیپ ۳۰' · مانه ۸۰'، ۹۰' · فن دایک ۳+۹۰' · | گزارش | فیرپو '۱۸ آیلینگ '۳۳ گلهارت '۲+۹۰ | ورزشگاه: آنفیلد داور: مایکل الیور |
| یادداشت: این مسابقه قرار بود در ۲۶ دسامبر ۲۰۲۱ برگزار شود، اما به درخواست هر دو باشگاه به دلیل شیوع بیماری کووید در تیم لیدز به تعویق افتاد. |                                                                              |       |                                   |                                   |

| ۵ مارس ۲۰۲۲ ۲۸               | لیورپول                     | ۱–۰   | وستهام یونایتد | لیورپول                                            |
| ۱۶:۰۰ ساعت تابستانی بریتانیا | مانه ۲۷' '۵+۹۰ · ژوتا '۸۹ · | گزارش | داوسون '۳۱     | ورزشگاه: آنفیلد تماشاگران: ۵۳۰۵۹ داور: جاناتان ماس |

| ۱۲ مارس ۲۰۲۲ ۲۹              | برایتون اند هوو آلبیون | ۰–۲   | لیورپول                                      | برایتون                                                |
| ۱۶:۰۰ ساعت تابستانی بریتانیا |                        | گزارش | دیاز ۱۹' · صلاح ۶۱' (پنالتی) · فابینیو '۸۴ · | ورزشگاه: ورزشگاه فالمر تماشاگران: ۳۱۴۷۴ داور: مایک دین |

| ۱۶ مارس ۲۰۲۲ ۲۷ | آرسنال | v | لیورپول | لندن                    |
| ۲۰:۱۵ ساعت تابستانی بریتانیا                                                                                                 |        |   |         | ورزشگاه: ورزشگاه امارات |
| یادداشت: این مسابقه ابتدا برای ۲۶ فوریه ۲۰۲۲ برنامه ریزی شده بود، اما به دلیل حضور لیورپول در فینال جام حذفی به تعویق افتاد. |        |   |         |                         |

| ۱۹ مارس ۲۰۲۲ ۳۰              | لیورپول | v | منچستر یونایتد | لیورپول         |
| ۱۶:۰۰ ساعت تابستانی بریتانیا |         |   |                | ورزشگاه: آنفیلد |

| ۲ آوریل ۲۰۲۲ ۳۱              | لیورپول | v | واتفورد | لیورپول         |
| ۱۵:۰۰ ساعت تابستانی بریتانیا |         |   |         | ورزشگاه: آنفیلد |

| ۹ آوریل ۲۰۲۲ ۳۲              | منچستر سیتی | v | لیورپول | منچستر                 |
| ۱۵:۰۰ ساعت تابستانی بریتانیا |             |   |         | ورزشگاه: ورزشگاه اتحاد |

| ۱۶ آوریل ۲۰۲۲ ۳۳             | استون ویلا | v | لیورپول | بیرمنگام                   |
| ۱۵:۰۰ ساعت تابستانی بریتانیا |            |   |         | ورزشگاه: ورزشگاه ویلا پارک |

| ۲۳ آوریل ۲۰۲۲ ۳۴             | لیورپول | v | اورتون | لیورپول         |
| ۱۵:۰۰ ساعت تابستانی بریتانیا |         |   |        | ورزشگاه: آنفیلد |

| ۳۰ آوریل ۲۰۲۲ ۳۵             | نیوکاسل یونایتد | v | لیورپول | نیوکاسل                        |
| ۱۵:۰۰ ساعت تابستانی بریتانیا |                 |   |         | ورزشگاه: ورزشگاه سنت جیمز پارک |

| ۷ مه ۲۰۲۲ ۳۶                 | لیورپول | v | تاتنهام هاتسپر | لیورپول         |
| ۱۵:۰۰ ساعت تابستانی بریتانیا |         |   |                | ورزشگاه: آنفیلد |

| ۱۵ مه ۲۰۲۲ ۳۷                | ساوت‌همپتون | v | لیورپول | ساوت‌همپتون                |
| ۱۵:۰۰ ساعت تابستانی بریتانیا |            |   |         | ورزشگاه: ورزشگاه سنت مریز |

| ۲۲ مه ۲۰۲۲ ۳۸                | لیورپول | v | ولورهمپتون واندررز | لیورپول         |
| ۱۶:۰۰ ساعت تابستانی بریتانیا |         |   |                    | ورزشگاه: آنفیلد |

### جام حذفی
لیورپول در دور سوم در خانه به مصاف باشگاه فوتبال شروزبری تاون رفت.
| ۹ ژانویه ۲۰۲۲ دور سوم | لیورپول                                                              | ۴–۱   | شروزبری تاون                                                                 | لیورپول                                          |
| ۱۴:۰۰ ساعت گرینویچ    | کاید گوردون ۳۴' · فابینیو ۴۴' (پنالتی)، ۳+۹۰' · روبرتو فیرمینو ۷۹' · | گزارش | متیو پنینگتن '۱۳ · دنیل اودوه ۲۳' · ایتان ایبانکس-لندل '۷۹ · جاش دنیلس '۸۹ · | ورزشگاه: آنفیلد تماشاگران: ۵۲۲۲۶ داور: دیوید کوت |

| ۶ فوریه ۲۰۲۲ دور چهارم | لیورپول                                                                    | ۳–۱   | کاردیف سیتی                         | لیورپول                          |
| ۱۲:۰۰ ساعت گرینویچ     | کائومین کلهر '۴۶ · دیگو ژوتا ۵۳' · تاکومی مینامینو ۶۸' · هاروی الیوت ۷۶' · | گزارش | ویل واولکس '۵۲ · روبین کولویل ۸۰' · | ورزشگاه: آنفیلد داور: اندرو مدلی |

| ۲ مارس ۲۰۲۲ دور پنجم | لیورپول                                                        | ۲–۱   | نوریچ سیتی                                                         | لیورپول                               |
| ۲۰:۱۵ ساعت گرینویچ   | - تاکومی مینامینو ۲۷'، ۳۹' - دیگو ژوتا '۳۴ - جوردن هندرسون '۵۰ | گزارش | - سام بیرام '۱۷ - جاش سارجنت '۵۸ - لوکاس روپ ۷۶' - کایران داول '۸۵ | ورزشگاه: آنفیلد داور: مارتین اتکینسون |

### جام اتحادیه
لیورپول از دور سوم وارد این رقابت‌ها شد.
| ۲۱ سپتامبر ۲۰۲۱ دور سوم           | نوریچ سیتی                               | ۰–۳   | لیورپول                        | نوریچ                                                        |
| ۱۹:۴۵ ساعت تابستانی بریتانیا      | Tzolis '۴۲ · Lees-Melou '۷۱ · Rupp '۹۰ · | گزارش | Minamino ۴'، ۸۰' · Origi ۵۰' · | ورزشگاه: ورزشگاه کارو رود تماشاگران: ۲۶۳۵۳ داور: دارن انگلند |
| یادداشت: پخش زنده در اسکای اسپورت |                                          |       |                                |                                                              |

| ۲۷ اکتبر ۲۰۲۱ دور چهارم           | پرستون نورث اند | ۰–۲   | لیورپول                    | پرستون                                                    |
| ۱۹:۴۵ ساعت تابستانی بریتانیا      |                 | گزارش | Minamino ۶۲' · Origi ۸۴' · | ورزشگاه: ورزشگاه دیپدایل تماشاگران: ۲۲۱۳۱ داور: دیوید کوت |
| یادداشت: پخش زنده در اسکای اسپورت |                 |       |                            |                                                           |

| ۲۲ دسامبر ۲۰۲۱ یک‌چهارم نهایی                                 | لیورپول                                                                              | ۳–۳ (۵–۴ پنالتی)                                          | لستر سیتی                                                  | لیورپول                                           |
| ۱۹:۴۵ ساعت گرینویچ                                           | تایلر مورتون '۱۰ · الکس اکسلید-چمبرلین ۱۹' · دیگو ژوتا ۶۸' · تاکومی مینامینو ۵+۹۰' · | گزارش                                                     | جیمی واردی ۹'، ۱۳' · جیمز مدیسون ۳۳' '۷۴ · لوک توماس '۸۹ · | ورزشگاه: آنفیلد تماشاگران: ۵۲۰۲۰ داور: اندرو مدلی |
|                                                              | ضربات پنالتی                                                                         |                                                           |                                                            |                                                   |
| میلنر · فیرمینو · الکسلید-چمبرلین · کیتا · مینامینو · ژوتا · |                                                                                      | تیلمانس · مدیسون · آلبرایتون · توماس · ایهیناچو · برتراند |                                                            |                                                   |

| ۱۳ ژانویه ۲۰۲۲ نیمه‌نهایی رفت | لیورپول      | ۰–۰   | آرسنال                  | لیورپول                                            |
| ۱۹:۴۵ ساعت گرینویچ           | رابرتسون '۵۷ | گزارش | ژاکا '۲۴ · گابریل '۷۲ · | ورزشگاه: آنفیلد تماشاگران: ۵۲۳۷۷ داور: مایکل الیور |

| ۲۰ ژانویه ۲۰۲۲ نیمه‌نهایی برگشت | آرسنال                                     | ۰–۲ (۰–۲ گ.ح.) | لیورپول                                                | لندن                                                           |
| ۱۹:۴۵ ساعت گرینویچ | لاکازت '۴۴ · تومیاسو '۵۶ · پارتی '۸۷ '۹۰ · | گزارش          | ژوتا ۱۹'، ۷۷' · کوناته '۶۳ · جونز '۸۲ · مینامینو '۱+۹۰ | ورزشگاه: ورزشگاه امارات تماشاگران: ۵۹۳۶۰ داور: مارتین اتکینسون |
| یادداشت: این مسابقه ابتدا برای ۶ ژانویه ۲۰۲۲ برنامه‌ریزی شده بود، اما به دلیل شیوع کووید-۱۹ در بین بازیکنان و کارکنان لیورپول به تعویق افتاد. |                                            |                |                                                        |                                                                |

| ۲۷ فوریه ۲۰۲۲ فینال                                                                      | چلسی                                   | ۰–۰ (و.ا.) (۱۰–۱۱ پنالتی)                                                                               | لیورپول                | لندن                                                       |
| ۱۶:۳۰ ساعت گرینویچ                                                                       | کواچیچ '۹۰ کانته '۹۹ کای هافرتس '۲+۱۰۵ | گزارش                                                                                                   | الکساندر-آرنولد '۲+۱۰۵ | ورزشگاه: ورزشگاه ومبلی تماشاگران: ۸۵۵۱۲ داور: استوارت اتول |
|                                                                                          | ضربات پنالتی                           | |                        |                                                            |
| آلونسو · لوکاکو · هافرتس · جیمز · رودیگر · کانته · ورنر · سیلوا · چالوبا · آریزابالاگا · |                                        | میلنر · فابینیو · فن دایک · الکساندر-آرنولد · صلاح · ژوتا · اوریگی · رابرتسون · الیوت · کوناته · کلهر · |                        |                                                            |

### لیگ قهرمانان اروپا
لیورپول در مرحله گروهی وارد این رقابت‌ها شد.

#### مرحلهٔ گروهی
قرعه کشی مرحله گروهی در ۲۶ اوت ۲۰۲۱ برگزار شد، و برنامه مسابقات نیز یک روز بعد اعلام گردید.

| رتبه | تیم            | بازی | برد | مساوی | باخت | گل زده | گل خورده | گل تفاضل | امتیاز | صلاحیت              |  | LIV | ATM | POR | MIL |
| ---- | -------------- | ---- | --- | ----- | ---- | ------ | -------- | -------- | ------ | ------------------- |  | --- | --- | --- | --- |
| ۱    | لیورپول        | ۶    | ۶   | ۰     | ۰    | ۱۷     | ۶        | ۱۱+      | ۱۸     | صعود به مرحله حذفی  |  | —   | 2–0 | 2–0 | 3–2 |
| ۲    | اتلتیکو مادرید | ۶    | ۲   | ۱     | ۳    | ۷      | ۸        | ۱−       | ۷      | صعود به مرحله حذفی  |  | 2–3 | —   | 0–0 | 0–1 |
| ۳    | پورتو          | ۶    | ۱   | ۲     | ۳    | ۴      | ۱۱       | ۷−       | ۵      | انتقال به لیگ اروپا |  | 1–5 | 1–3 | —   | 1–0 |
| ۴    | آ.ث. میلان     | ۶    | ۱   | ۱     | ۴    | ۶      | ۹        | ۳−       | ۴      |                     |  | 1–2 | 1–2 | 1–1 | —   |

| ۱۵ سپتامبر ۲۰۲۱ ۱                | لیورپول                                                                                  | ۳–۲                     | میلان                                                       | لیورپول، انگلستان                                                               |
| ۲۱:۰۰ ساعت تابستانی اروپای مرکزی | فیکایو توموری ۹' (گل‌به‌خودی) · محمد صلاح '۱۴ ۴۸' · جوردن هندرسون ۶۹' · جیمز میلنر '۳+۹۰ · | UEFA Report Club Report | اسماعیل بن ناصر '۱۳ · انته ربیچ ۴۲' · براهیم دیاز ۴۴' '۶۱ · | ورزشگاه: آنفیلد تماشاگران: ۵۱٬۴۴۵ داور: شیمون مارسینیاک (اتحادیه فوتبال لهستان) |

| ۲۸ سپتامبر ۲۰۲۱ ۲                | پورتو            | ۱–۵                     | لیورپول                                                         | پورتو، پرتغال                                                                     |
| ۲۱:۰۰ ساعت تابستانی اروپای مرکزی | مهدی طارمی ۷۵' · | UEFA Report Club Report | محمد صلاح ۱۸'، ۶۰' · سادیو مانه ۴۵' · روبرتو فیرمینو ۷۷'، ۸۱' · | ورزشگاه: ورزشگاه دراگو تماشاگران: ۲۳٬۵۲۰ داور: سرگی کاراسف (اتحادیه فوتبال روسیه) |

| ۱۹ اکتبر ۲۰۲۱ ۳                  | اتلتیکو مادرید                                   | ۲–۳                     | لیورپول                                                                                 | مادرید، اسپانیا                                                                         |
| ۲۱:۰۰ ساعت تابستانی اروپای مرکزی | آنتوان گریزمان ۲۰'، ۳۴' ۵۲ · لوییس سوارز '۵+۹۰ · | UEFA Report Club Report | محمد صلاح ۸'، ۷۶' (پنالتی) · نبی کیتا ۱۳' · جیمز میلنر '۵۹ · ترنت الکساندر-آرنولد '۶۳ · | ورزشگاه: واندا متروپولیتانو تماشاگران: ۶۰٬۷۲۵ داور: دانیل سیبرت (فدراسیون فوتبال آلمان) |

| ۳ نوامبر ۲۰۲۱ ۴    | لیورپول                                                    | ۲–۰                     | اتلتیکو مادرید                                                                                               | لیورپول، انگلستان                                                        |
| ۲۰:۰۰ ساعت گرینویچ | دیگو ژوتا ۱۳' '۸۵ · سادیو مانه '۱۵ ۲۱' · ژوئل متیپ '۲+۹۰ · | UEFA Report Club Report | ماریو هرموسو '۸ · فلیپه (بازیکن فوتبال) '۳۶ · لوییس سوارز '۳۷ · کوکه (بازیکن فوتبال) '۳۸ · ژوآئو فلیکس '۵۲ · | ورزشگاه: آنفیلد تماشاگران: ۵۱٬۳۴۷ داور: دنی ماکلی (فدراسیون فوتبال هلند) |

| ۲۴ نوامبر ۲۰۲۱ ۵   | لیورپول                                                                      | ۲–۰                     | پورتو                             | لیورپول، انگلستان                                                           |
| ۲۰:۰۰ ساعت گرینویچ | ابراهیما کوناته '۲۹ · تیاگو آلکانتارا ۵۲' · محمد صلاح ۷۰' · جیمز میلنر '۸۸ · | UEFA Report Club Report | متئوس اوریبه '۴۰ کانسل امبمبا '۷۵ | ورزشگاه: آنفیلد تماشاگران: ۵۲٬۲۰۹ داور: فلیکس زوایر (فدراسیون فوتبال آلمان) |

| ۷ دسامبر ۲۰۲۱ ۶         | میلان               | ۱–۲                     | لیورپول                            | میلان، ایتالیا                                                            |
| ۲۱:۰۰ زمان اروپای مرکزی | فیکایو توموری ۲۹' · | UEFA Report Club Report | محمد صلاح ۳۶' · دیووک اوریگی ۵۵' · | ورزشگاه: سن سیرو تماشاگران: ۵۶٬۲۳۷ داور: دنی ماکلی (فدراسیون فوتبال هلند) |

#### مرحلهٔ حذفی

##### یک‌هشتم نهایی
قرعه کشی مرحله یک‌هشتم نهایی در ۱۳ دسامبر ۲۰۲۱ در مقر یوفا در نیون سوئیس انجام شد. لیورپول به مصاف اینتر میلان قهرمان سری آ می‌رود.
| ۱۶ فوریه ۲۰۲۲ رفت                      | اینتر میلان | ۰–۲                     | لیورپول                            | میلان، ایتالیا                                                   |
| ۲۱:۰۰ زمان اروپای مرکزی (یوتی‌سی ۱:۰۰+) |             | UEFA Report Club Report | روبرتو فیرمینو ۷۵' · محمد صلاح ۸۳' | ورزشگاه: سن سیرو تماشاگران: ۳۷۹۱۸ داور: شیمون مارسینیاک (لهستان) |

| ۸ مارس ۲۰۲۲ برگشت                      | لیورپول                        | ۰–۱   | اینتر میلان                                                                    | لیورپول، انگلستان                                         |
| ۲۱:۰۰ زمان اروپای مرکزی (یوتی‌سی ۱:۰۰+) | ژوتا '۴۰ رابرتسون '۴۷ مانه '۷۴ | گزارش | سانچز '۴+۴۵ '۶۳ · ویدال '۶+۴۵ · مارتینس ۶۲' · باستونی '۸۵ · گالیاردینی '۴+۹۰ · | ورزشگاه: آنفیلد تماشاگران: ۵۱۷۴۷ داور: آنتونیو متئو لاهوز |

## جوایز باشگاه

#### جایزه بهترین بازیکن ماه لیورپول
ماهانه و به انتخاب هواداران لیورپول، یک بازیکن به عنوان بهترین بازیکن ماه برگزیده شده و به او جوایز نفیسی اهدا می‌شود.
| ماه     | بازیکن               | نام بازیکن به لاتین    | منبع   |
| ------- | -------------------- | ---------------------- | ------ |
| اوت     | محمد صلاح            | Mohamed Salah          | [ ۵۳ ] |
| سپتامبر | محمد صلاح            | Mohamed Salah          | [ ۵۴ ] |
| اکتبر   | محمد صلاح            | Mohamed Salah          | [ ۵۵ ] |
| نوامبر  | ترنت الکساندر-آرنولد | Trent Alexander-Arnold | [ ۵۶ ] |
| دسامبر  | محمد صلاح            | Mohamed Salah          | [ ۵۷ ] |
| ژانویه  | فابینیو              | Fabinho                | [ ۵۸ ] |